# Віско
Віско (італ. Visco) — муніципалітет в Італії, у регіоні Фріулі-Венеція-Джулія,  провінція Удіне.
Віско розташоване на відстані близько 460 км на північ від Рима, 50 км на північний захід від Трієста, 21 км на південний схід від Удіне.
Населення — 795 осіб (2014).
Щорічний фестиваль відбувається 29 червня. Покровитель — святий Петро.

## Демографія
Населення за роками:

Станом на 1 січня 2023 року в муніципалітеті офіційно проживало 70 іноземців з 17 країн, серед них 30 громадян країн Євросоюзу.

## Сусідні муніципалітети
- Аєлло-дель-Фріулі
- Баньярія-Арса
- Пальманова
- Сан-Віто-аль-Торре